# جون یو بین
جون یو بین (کره‌ای: 전여빈؛ زادهٔ ۲۶ ژوئیه ۱۹۸۹) بازیگر اهل کره جنوبی است. جو یو بین به برای ایفای نقش در فیلم پس از مرگ من به شهرت رسید که به خاطر عملکرد خود برندهٔ جایزهٔ بازیگر سال در بیست و دومین جشنوارهٔ بین‌المللی فیلم بوسان و فستیوال فیلم مستقل سئول ۲۰۱۷ شد. او در مجموعهٔ تلویزیونی وینچنزو (۲۰۲۱) و فیلم شب در بهشت (۲۰۲۱) ایفای نقش کرده‌است.

## فیلم‌شناسی

### فیلم
| سال  | عنوان                | نقش                      | توضیحات      | منابع  |
| ---- | -------------------- | ------------------------ | ------------ | ------ |
| ۲۰۱۵ | خیانتکار             | زنی با سرنوشت ملکه       | نقش کوتاه    | [ ۳ ]  |
| ۲۰۱۶ | عصر سایه‌ها           | گیسنگ ۴                  | نقش کوتاه    | [ ۴ ]  |
| ۲۰۱۶ | سیاه و کبود          | تیفانی                   |              | [ ۵ ]  |
| ۲۰۱۷ | نوشتن یا رقصیدن      | یو بین                   |              | [ ۶ ]  |
| ۲۰۱۷ | کریسمس مبارک آقای مو | جا یونگ                  |              | [ ۷ ]  |
| ۲۰۱۸ | ایلانگ: تشکیلات گرگ  | مدل تبلیغات لوازم آرایشی | حضور افتخاری | [ ۸ ]  |
| ۲۰۱۸ | پس از مرگ من         | یونگ هی                  |              | [ ۹ ]  |
| ۲۰۱۹ | رؤیای ممنوعه         | سا ایم                   |              | [ ۱۰ ] |
| ۲۰۲۰ | باغ‌وحش مخفی          | کیم هه کیونگ             |              | [ ۱۱ ] |
| ۲۰۲۰ | شب در بهشت           | جه یون                   | فیلم نتفلیکس |        |
| ۲۰۲۲ | بیگانه               | هونگ اون نیون            | حضور ویژه    | [ ۱۲ ] |
| ۲۰۲۳ | تار عنکبوت           | شین می دو                |              | [ ۱۳ ] |
| ن/م  | Harbin               | گونگ بو این              |              | [ ۱۴ ] |

### مجموعه تلویزیونی
| سال  | عنوان       | نقش          | توضیحات               | منابع  |
| ---- | ----------- | ------------ | --------------------- | ------ |
| ۲۰۱۷ | نجاتم بده   | هونگ سو رین  |                       |        |
| ۲۰۱۸ | زندگی کن    | یونگ جه      | حضور افتخاری (قسمت ۱) | [ ۱۵ ] |
| ۲۰۱۹ | ملودرام باش | لی اون جونگ  |                       | [ ۱۶ ] |
| ۲۰۲۱ | وینچنزو     | هونگ چا یونگ |                       |        |

| سال  | عنوان                         | نقش                      | توضیحات                     | منابع  |
| ---- | ----------------------------- | ------------------------ | --------------------------- | ------ |
| ۲۰۱۷ | Private but Good Day Season 2 | جو هی                    | ناور تی‌وی وب دراما (قسمت ۳) | [ ۱۷ ] |
| ۲۰۲۲ | گلیچ                          | هونگ جی هیو              |                             |        |
| ۲۰۲۳ | به سوی زمان تو                | هان جون هی / کوان مین جو |                             | [ ۱۸ ] |